# Georges Miez
Georges Miez (ur. 2 października 1904 w Töss, zm. 21 kwietnia 1999 w Savosie) – szwajcarski gimnastyk. Wielokrotny medalista olimpijski.
Miez uchodził za jednego z najwybitniejszych gimnastyków swoich czasów. Na igrzyskach debiutował w Paryżu w 1924, ostatni raz wystąpił w Berlinie 12 lat później. Za każdym razem, podczas czterech startów, zdobywał medale (łącznie osiem). Zwyciężył w prestiżowym wieloboju na IO 28. Był wielokrotnym medalistą mistrzostw świata w 1934.

## Starty olimpijskie (medale)
Paryż 1924
- drużyna -  brąz

Amsterdam 1928
- wielobój, drużyna, drążek -  złoto
- koń z łękami -  srebro

Los Angeles 1932
- ćwiczenia wolne -  srebro

Berlin 1936
- ćwiczenia wolne -  złoto
- drużyna -  srebro